# Elaphroconcha
Elaphroconcha is een geslacht van weekdieren uit de  familie van de Dyakiidae.

## Soorten
De volgende soorten zijn in het geslacht ingedeeld:
- Elaphroconcha bataviana (Von dem Busch, 1842)
- Elaphroconcha floresiana (Von Martens, 1891)
- Elaphroconcha fruhstorferi (Von Martens, 1896)
- Elaphroconcha hageni Weber, 1906
- Elaphroconcha internota (E. A. Smith, 1898)
- Elaphroconcha javacensis (A. de Férrusac, 1821)
- Elaphroconcha martini (Pfeiffer, 1854)
  - =  Hemiplecta martini Pfeiffer, 1854
- Elaphroconcha minangkabau Jutting, 1959[2]
- Elaphroconcha patens (E. von Martens, 1898)
- Elaphroconcha planior Rensch, 1932
- Elaphroconcha striata (Gray, 1834)